# Gryposaurus monumentensis
Gryposaurus monumentensis es una especie del género extinto Gryposaurus dinosaurio ornitópodo, hadrosáurido,  que vivió a finales del periodo Cretácico hace aproximadamente entre 83 a 70 millones de años, en el Campaniense, en lo que hoy es Norteamérica. Descrito en 2007 por Gates & Sampson, a partir de restos provenientes de la Formación Kaiparowits en Utah, Estados Unidos. Múltiples especímenes encontrados son mayores que los ejemplares más norteños. La datación radiométrica argón-argón indica que la Formación Kaiparowits se depositó hace entre 76,1 y 74,0 millones de años, durante la etapa Campaniense del Cretácico tardío. Durante el Cretácico Tardío, el sitio de la Formación Kaiparowits se localizó cerca de la costa occidental de la vía marítima interior occidental, un gran mar interior que dividió a América del Norte en dos masas de tierra, Laramidia al oeste y Appalachia al este. La meseta donde vivían los dinosaurios era una antigua llanura aluvial dominada por grandes canales y abundante pantanos de turba de humedal, estanques y lagos, y fue bordeada por tierras altas. El clima era cálido y húmedo, y soportaba una amplia y diversa gama de organismos. Esta formación contiene uno de los mejores y más continuos registros de la vida terrestre del Cretácico tardío en el mundo.
Gryposaurus monumentensis compartió su paleoambiente con otros dinosaurios, como terópodos dromeosáuridos, el troodóntido Talos sampsoni, ornitomímidos como Ornithomimus velox, tiranosáuridos como Albertosaurus y Teratophoneus, anquilosáuridos blindados, hadrosáurido Parasaurolophus cyrtocristatus, los ceratópsidos Utahceratops gettyi, Nasutoceratops titusi y Kosmoceratops richardsoni y el oviraptorosaurio Hagryphus giganteus Otra paleofauna presente en la Formación Kaiparowits incluyó condriictios como tiburones y rayas, ranas , salamandras , tortugas , lagartos y cocodrilos. Una variedad de los primeros mamíferos estaban presentes, incluyendo multituberculados, marsupiales e insectívoros.